# Presidente da República Portuguesa
O Presidente da República Portuguesa é o Chefe de Estado de Portugal e o mais alto magistrado da Nação. Nos termos da Constituição da República Portuguesa, a Presidência da República é um órgão de soberania, a par da Assembleia da República, do Governo e dos Tribunais. O tipo de poderes de que dispõe o Presidente da República aproxima-se muito mais da ideia de um poder moderador.
As suas funções constitucionais são fundamentalmente as de representação da República Portuguesa, de garante da independência nacional, da unidade da Nação e do Estado e do regular funcionamento das instituições, sendo ainda, por inerência, Comandante Supremo das Forças Armadas e Grão-Mestre das Ordens Honoríficas. O Presidente de Portugal usa Banda das Três Ordens (faixa cerimonial), distintivo do Presidente na qualidade de Grão-Mestre das Antigas Ordens Militares (de três cores: o púrpura representa a Ordem Militar de Sant'Iago da Espada, o verde representa a Ordem Militar de Avis, e o vermelho representa a Ordem Militar de Cristo).
O Presidente da República é eleito pelos cidadãos, por sufrágio direto e universal, para um  mandato de 5 anos, não podendo ser reeleito para um terceiro mandato consecutivo. As candidaturas são propostas por cidadãos eleitores (num mínimo de 7 500 e num máximo  de 15 000) e o candidato para ser eleito tem necessariamente de obter mais de metade dos votos validamente expressos. Para esse efeito, se necessário, realiza-se uma segunda votação com os dois candidatos mais votados no primeiro sufrágio.
O vencimento e os abonos mensais auferidos pelo Presidente da República são regidos por lei especial. Os vencimentos dos restantes titulares de cargos políticos são definidos em função do vencimento auferido pelo Presidente da República.
O Conselho de Estado e Conselho Superior de Defesa Nacional são os órgão consultivos do Presidente da República, a nível politico e militar, respetivamente.

## Divisão de poderes
- O Presidente da República exerce as funções de Comandante Supremo das Forças Armadas e Grão-Mestre das Três Ordens e nomeia e exonera, sob proposta do Governo, o Chefe do Estado-Maior General das Forças Armadas e os chefes de Estado-Maior dos três ramos das Forças Armadas.
- O Presidente da República pode dissolver a Assembleia da República, o que implica a necessidade de convocação de novas eleições legislativas e após a realização destas, a demissão do Governo.
- O Presidente da República nomeia o Primeiro-Ministro tendo em conta os resultados eleitorais e nomeia os restantes membros do Governo sob proposta do Primeiro-Ministro. Pode, por outro lado, demitir o Governo quando tal se torne necessário para assegurar o regular funcionamento das instituições democráticas.
- Os órgãos de Governo próprios das regiões autónomas podem ser dissolvidos pelo Presidente da República, por prática de actos graves contrários à Constituição.
- O Presidente da República declara o estado de sítio e de emergência, ouvido o Governo e sob autorização da Assembleia da República.
- Sob proposta do Governo e mediante autorização da Assembleia da República, o Presidente da República pode declarar a guerra em caso de agressão efetiva ou iminente e fazer a paz.
- O Presidente da República promulga ou assina e, consequentemente, pode vetar a promulgação ou assinatura de leis, decretos-leis, decretos regulamentares e restantes decretos do Governo.
- No domínio das suas competências nas relações internacionais, o Presidente da República ratifica os tratados internacionais.
- O Presidente da República decide sobre a convocação do referendo cuja realização lhe seja proposta pela Assembleia da República.
- O Presidente da República pode requerer ao Tribunal Constitucional a apreciação preventiva da constitucionalidade de normas constantes de convenções internacionais ou de decretos que lhe tenham sido enviados para promulgação como lei orgânica, lei ou decreto-lei.
- O Presidente da República nomeia e exonera, em alguns casos sob proposta do Governo, titulares de importantes órgãos do Estado como sejam os Representantes da República para as regiões autónomas, o Presidente do Tribunal de Contas e o Procurador-Geral da República, cinco membros do Conselho de Estado e dois vogais do Conselho Superior da Magistratura.
- O Presidente da República nomeia os embaixadores e os enviados extraordinários, sob proposta do Governo, e acredita os representantes diplomáticos estrangeiros.
- O Presidente da República, ouvido o Governo, indulta e comuta penas.

## Eleição presidencial

### Condições de elegibilidade
O artigo 122.° prevê que para ser elegível para a função de presidente, uma pessoa deve ser cidadão português de nascença e com uma idade igual ou superior a 35 anos.

### Condições de candidatura
As candidaturas são propostas por cidadãos eleitores (com um mínimo de 7 500 e um máximo de 15 000 assinaturas) e devem ser apresentadas no Tribunal Constitucional ao mais tardar 30 dias antes da data fixada para a eleição.

### Processo eleitoral
O Presidente da República portuguesa é eleito pelos cidadãos portugueses residentes em território nacional e também pelos cidadãos a residirem no estrangeiro (onde o artigo 121.°(2) refere que "A lei regula o exercício do direito de voto dos cidadãos portugueses residentes no estrangeiro, devendo ter em conta a existência de laços de efectiva ligação à comunidade nacional."), no sufrágio universal direto, para um mandato de 5 anos. Em virtude do artigo 123.° (1), "Não é admitida a reeleição para um terceiro mandato consecutivo, nem durante o quinquénio imediatamente subsequente ao termo do segundo mandato consecutivo".

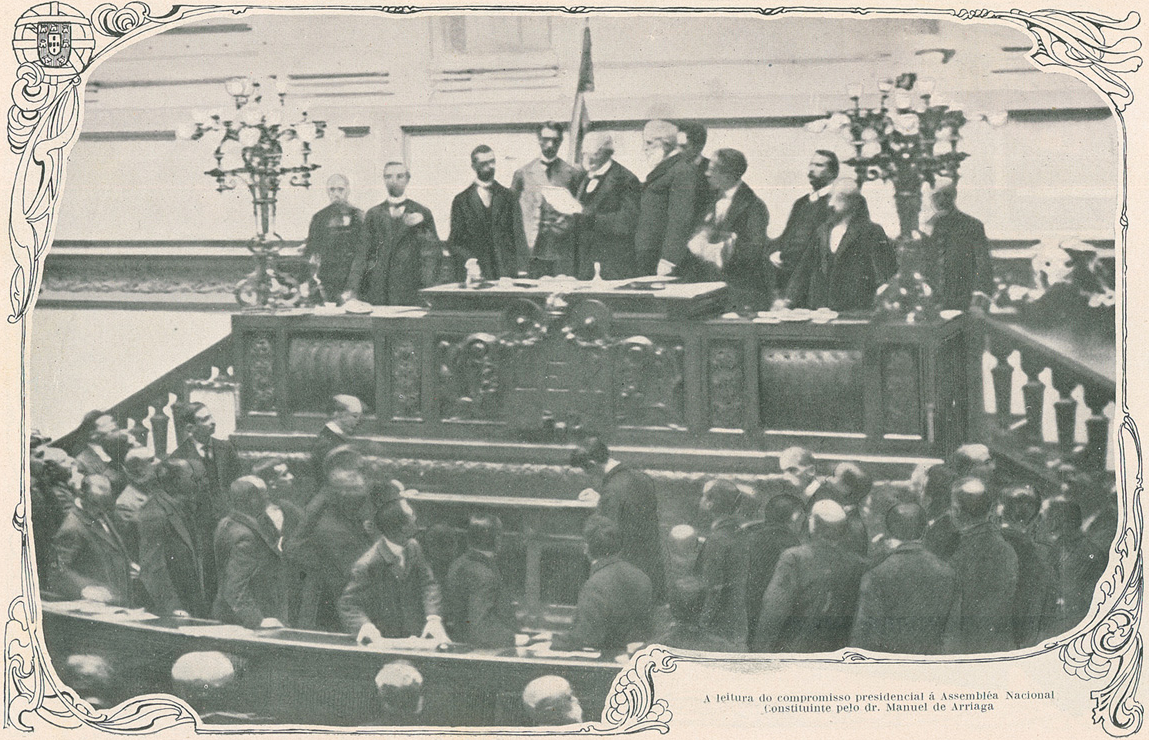
Tomada de posse do 1.º Presidente da República Portuguesa, Manuel de Arriaga, a 24 de Agosto de 1911.

Para ser eleito, o candidato deve obter a maioria absoluta dos votos. Se esta maioria não é alcançada, uma segunda volta é então organizada, entre os dois candidatos tendo obtido mais votos na primeira volta.

### Tomada de posse e juramento
O Presidente eleito toma posse perante a Assembleia da República. A posse efectua-se no último dia do mandato do Presidente cessante ou, no caso de eleição por vagatura, no oitavo dia subsequente ao dia da publicação dos resultados eleitorais.
No acto de posse o Presidente da República eleito prestará a seguinte declaração de compromisso:
Juro por minha honra desempenhar fielmente as funções em que fico investido e defender, cumprir e fazer cumprir a Constituição da República Portuguesa.— Constituição de 1976, Artigo 127.º (3)

## Funções, atribuições e privilégios
O presidente pode dissolver a Assembleia da República, o que implica a convocação de novos eleições legislativas, e, depois a organização da eleição, a demissão do Governo. Os órgãos do estado próprios das regiões autónomas podem ser dissolvidos pelo presidente, em caso de atos graves contrários à Constituição.
O presidente proclama o estado de sítio e o estado de emergência, depois de consultado o Governo e autorização da Assembleia da República. Ele indulta e comuta, depois de consulta do Governo, as penas judiciais.

### Nomeação
O presidente nomeia o Primeiro-ministro tendo em conta o resultado das eleições e nomeia os outros membros do Governo, sob proposta do Primeiro-ministro. Ele pode igualmente revogar o Governo, se a situação o impõe, para assegurar o bom funcionamento das instituições democráticas.
O Presidente da República nomeia e demite, em certos caso e sob proposta do Governo, alguns altos-funcionários de importantes órgãos do Estado, como os ministros da República para as regiões autónomas, o presidente do Tribunal de Contas e o Procurador Geral da República, cinco membros do Conselho de Estado, dois membros do Conselho Superior da Magistratura e representantes internacionais.

### Participação na elaboração das normas
O presidente promulga e assina as leis, os decretos-leis, os decretos regulamentares e os decretos governamentais, e pode então, consequentemente, afixar um poder de veto. O Presidente da República decide da convocação de um referendo, cuja realização é proposta pela Assembleia da República.
O presidente pode pedir ao Tribunal Constitucional a apreciação preventiva da constituição de normas constates de convenções internacionais ou de decretos que supostamente teriam sido enviados para os promulgar, tais como leis orgânicas, leis ou decretos legislativos.

### Relações internacionais

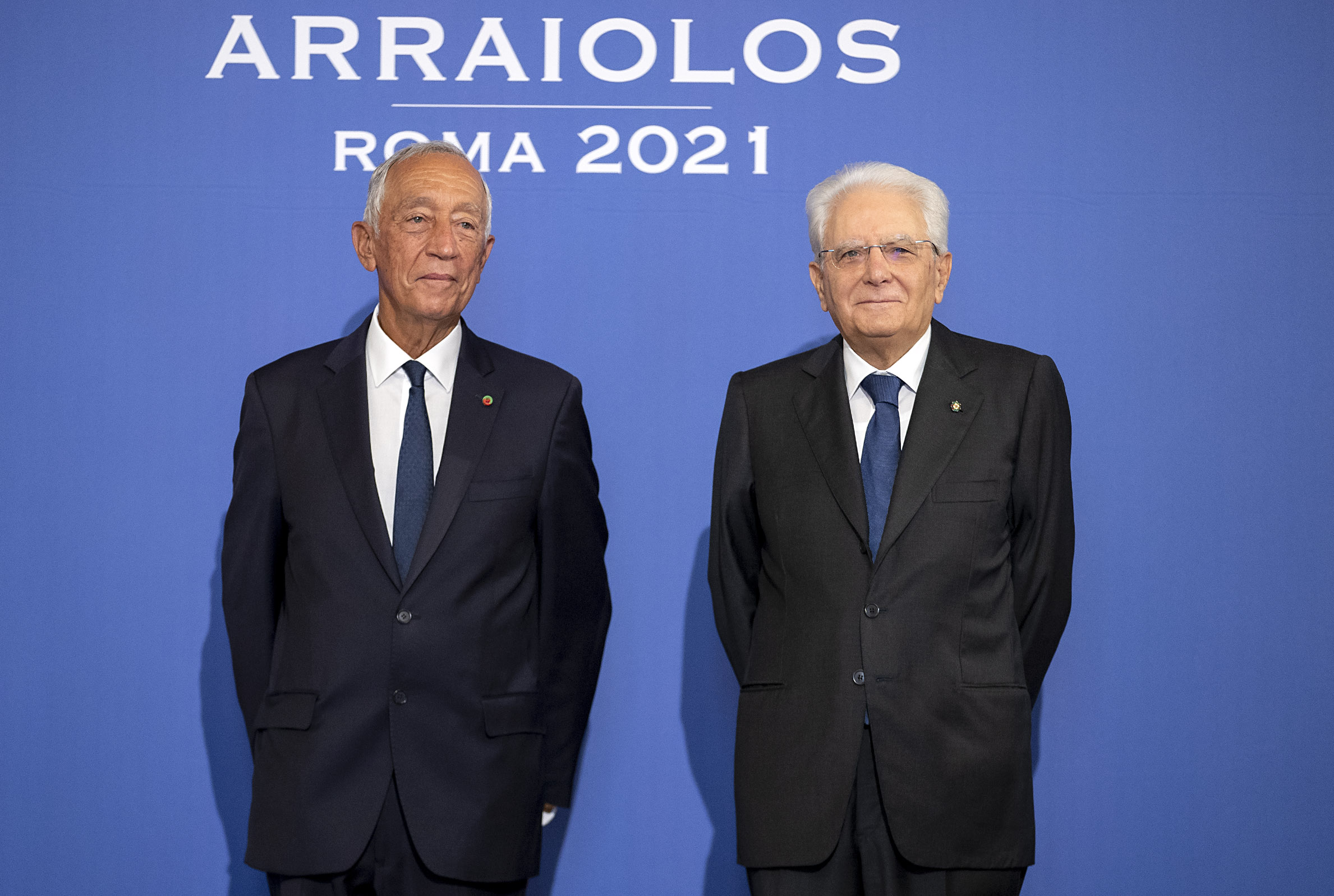
Marcelo Rebelo de Sousa com o Presidente da Republica Italiana Sergio Mattarella, durante 16º Grupo de Arraiolos, em Roma.

No âmbito das suas competências nas relações internacionais, o Presidente da República ratifica os tratados internacionais.
O presidente nomeia os embaixadores, cônsules e enviados especiais, sob proposta do Governo, e acreditado pelos representantes diplomáticos estrangeiros.

### Forças Armadas
O Presidente da República exerce as funções de Comandante Supremo das Forças Armadas e nomeia e demite, sob proposta do Governo, o Chefe do Estado-Maior General das Forças Armadas e os chefes de Estado-Maior das três ramos das Forças Armadas.
Sob proposta do Governo e com a aprovação da Assembleia da República, o Presidente da República pode declarar a guerra em caso de agressão efetiva ou iminente e declarar a paz.

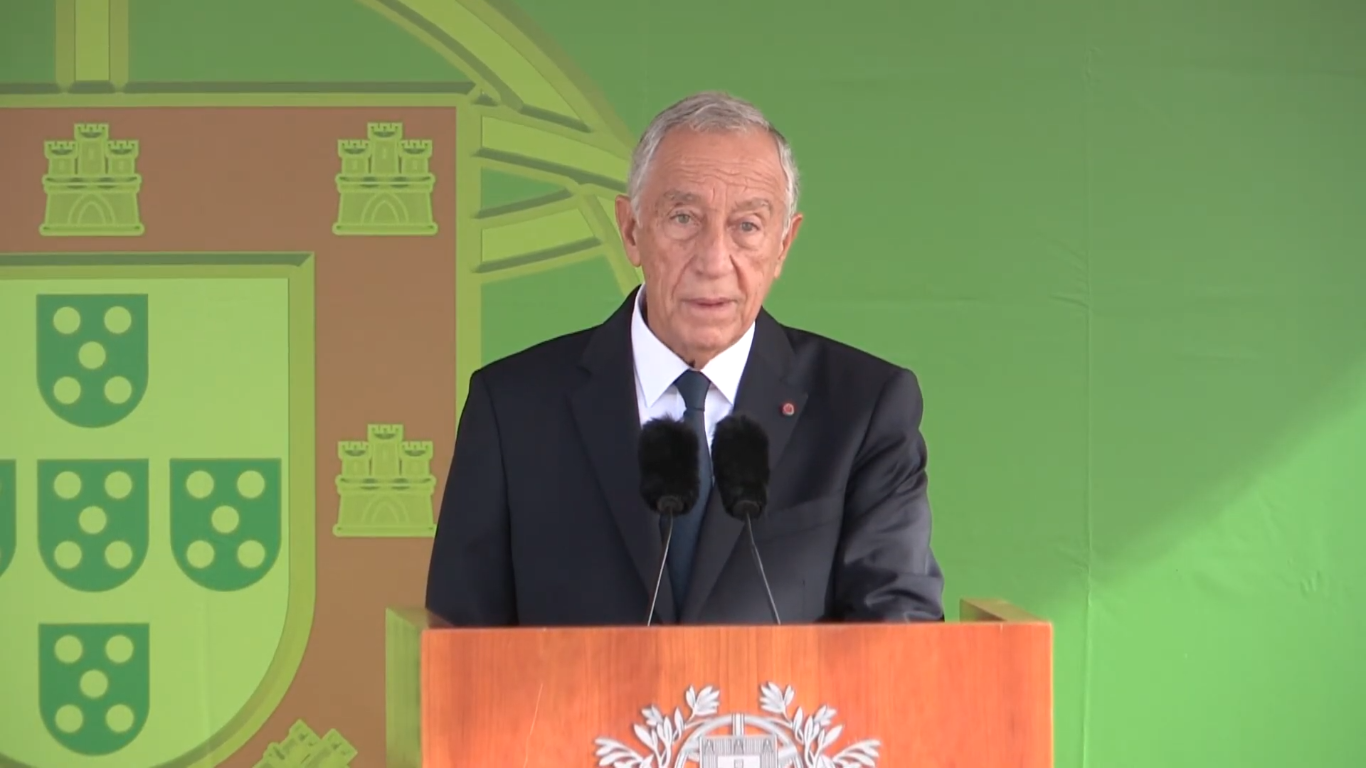
Marcelo Rebelo de Sousa, durante as cerimónias militares dos 102.º Aniversário do Armistício da Grande Guerra.

### Estado no direito civil e penal
Em virtude do artigo 130 da Constituição, o presidente "Por crimes praticados no exercício das suas funções, o Presidente da República responde perante o Supremo Tribunal de Justiça. A iniciativa do processo cabe à Assembleia da República, mediante proposta de um quinto e deliberação aprovada por maioria de dois terços dos Deputados em efectividade de funções.
A condenação implica a destituição do cargo e a impossibilidade de reeleição. Por crimes estranhos ao exercício das suas funções o Presidente da República responde depois de findo o mandato perante os tribunais comuns.

### Serviços de apoio
O Presidente da República tem como apoios na sua presidência, a Casa Civil, a Casa Militar, a Secretaria-Geral e outros serviços de apoio direto ao Presidente.
A Casa Civil auxilia tanto o Presidente da República como a primeira-dama, a nível de consulta, análise, informação e apoio técnico. A Casa Militar auxilia o Presidente da República na sua qualidade de Comandante Supremo das Forças Armadas. A Secretaria-Geral da Presidência da República dá apoio apoio técnico, administrativo, informativo e documental ao Presidente, além de servir também de secretaria-geral das Ordens Honoríficas Portuguesas.

### Salário
O salário mensal e os subsídios percebidos para o Presidente da República são regidos por leis especiais. Os salários dos outros detentores de postos políticos são definidos em função do salário recebido pelo Presidente da República. O salário anual do atual presidente é de 106 820 € brutos, o que daria cerca de 7 630 € por mês (dividindo por 14 meses, que é o modo habitual de pagar salários em Portugal). Porém, à semelhança dos restantes políticos, está sujeito a um corte de 5% que foi criado em 2011 (na altura da crise financeira e do subsequente resgate), deixando-lhe o salário bruto mensal final em cerca de 7 400 €.

### Residências
A residência oficial do Presidente da República é o Palácio de Belém, situado em Lisboa. O Palácio tem diversas salas como a Sala das Bicas, onde são recebidos grande figuras políticas nacionais e internacionais. Imagens desta sala são transmitidas frequentemente na televisão, sempre que os convidados do Presidente da República prestam declarações aos jornalistas. A Sala Dourada comunica com o primeiro dos três salões da zona nobre do Palácio. A Sala Império - assim conhecida por estar decorada com móveis desse estilo. Na Sala Azul atualmente, se realizam as tomadas de posse individuais de membros do Governo, e nessa sala, os embaixadores estrangeiros entregam as suas cartas credenciais ao Presidente da República.
O Palácio da Cidadela de Cascais é a residência de verão do Presidente da República. Depois de grandes obras de requalificação que decorreram entre 2007 e 2011, o Palácio ficou apto a acolher iniciativas da Presidência, assim como a hospedar chefes de Estado. Duranta a pandemia, o Palácio serviu, como local das reuniões do Conselho de Estado.
O Paço dos Duques de Bragança em Guimarães é a residência oficial do Presidente da República no Norte de Portugal, desde 25 de junho de 1959, depois de ter sido reconstruído.
Residências presidenciais
- Palácio de Belém, a residência oficial
- Palácio da Cidadela, a residência de verão
- Paço dos Duques em Guimarães, a residência oficial na região Norte

#### Gabinete de trabalho do Presidente

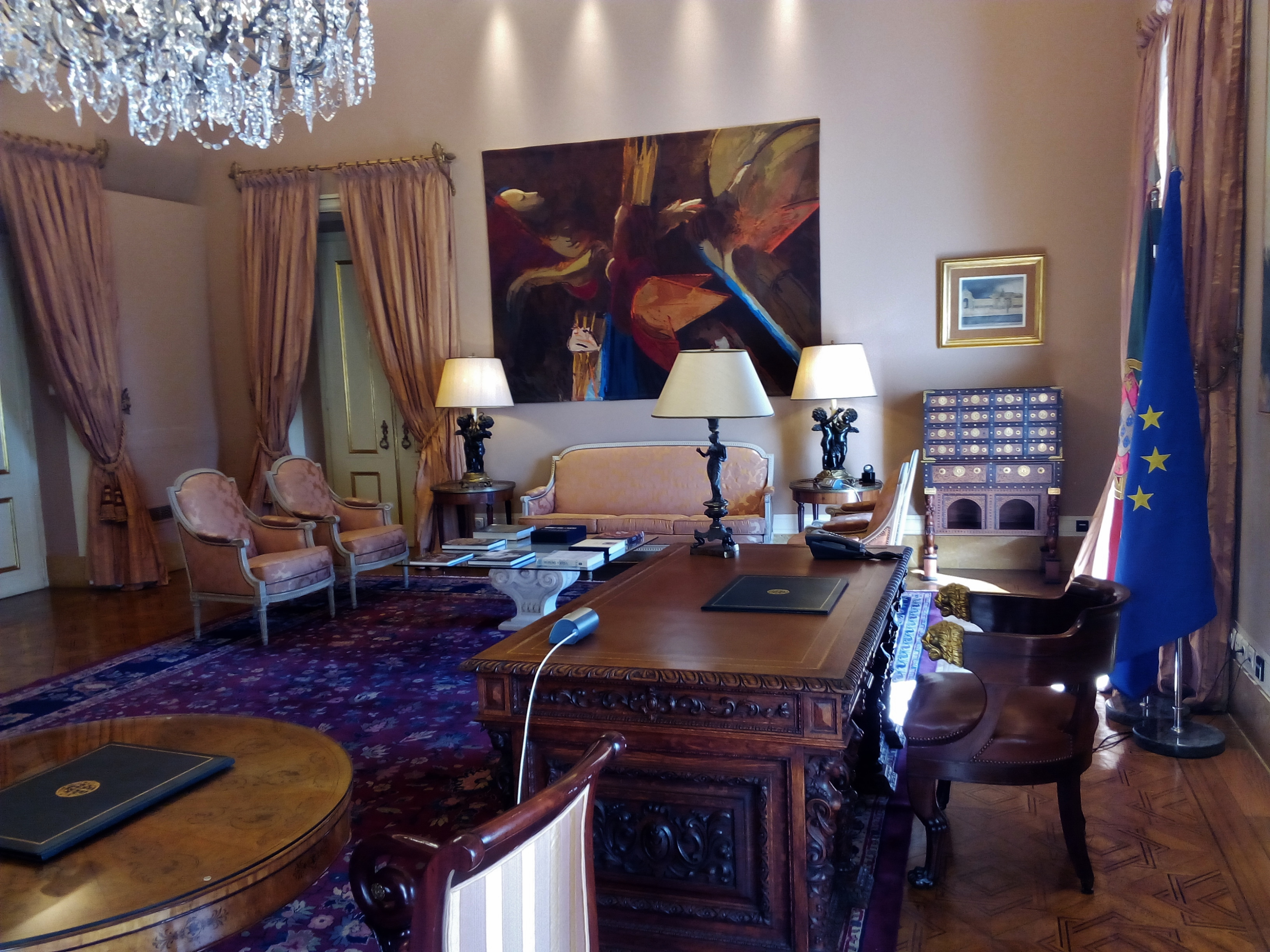
Gabinete de trabalho do Presidente

O Gabinete de trabalho é o centro da atividade política do Presidente da República. Aqui são recebidas todas as pessoas, instituições que constam da sua agenda, nas chamadas audiências. Incluem-se as reuniões com os líderes partidários, os chefes de Estado estrangeiros em visita a Portugal, assim como o primeiro-ministro, para as reuniões semanais, tradicionalmente à quinta-feira. Comunica com a Sala Azul. 
Durante muitos anos o que é hoje o gabinete de trabalho foi quarto de cama, nele tendo dormido alguns Reis e alguns hóspedes ilustres da Coroa. Este quarto sofreu várias transformações. Entre as últimas constam as que se fizeram para a acomodação da rainha D. Amélia em 1886, obra em que participaram os artistas Columbano e Malhoa. Durante a presidência de António Ramalho Eanes, o quarto foi transformado em gabinete de trabalho. 
Antes disso, o gabinete do Presidente localizava-se na sala onde reunia o Conselho de Estado.

### Transportes presidenciais
Entre 1910 a 1970, os presidentes da República utilizaram o Comboio Presidencial como o principal meio de transporte para as deslocações de longa distância pelo país. O mesmo deixou de ser utilizado oficialmente, estando hoje exposto no Museu Nacional Ferroviário, no Entroncamento.
O principal meio de transporte terrestre dos presidentes da República é hoje o automóvel. Hoje em dia, o Presidente da Republica costuma ser conduzido num automóvel blindado dos modelos Mercedes S600, BMW E66 7 Series Long 760Li ou Mercedes-Benz E Class 250 CDI BlueEFFICIENCY. Quando conduzem o Presidente, os automóveis presidenciais usam uma matrícula especial, de fundo preto com o escudo de Portugal sobre a esfera armilar ao centro, ladeada pelas letras "P" e "R" ("Presidente da República"). A viatura leva também hasteada uma miniatura da bandeira presidencial (verde, com o escudo e esfera armilar ao centro), numa pequena haste colocada à direita ou ao centro do capô.
O atual Presidente Marcelo Rebelo de Sousa, prefere ser conduzido no Mercedes-Benz E Class 250 CDI BlueEFFICIENCY, tendo recusado o carro comprado durante a presidência de Aníbal Cavaco Silva, um Mercedes-Benz S500 Longo, o qual foi transferido para uso do primeiro-ministro António Costa. Segundo a tradição, o Presidente da República que sai fica com o carro usado e compra um novo para o sucessor.
A nível de transporte aéreo, o Presidente da República utiliza um dos três Dassault Falcon 50 da Força Aérea Portuguesa, que são operados pela Esquadra 504 "Linces", baseada Aeródromo Militar de Lisboa (AT1). Em 2023 e depois de reverter para o Estado Português num processo judicial, foi também incorporado na Esquadra 504 um Dassault Falcon 900, o qual tem maior capacidade de transporte e de autonomia que os Falcon 50.
Ao contrário de alguns outros países com fortes tradições marítimas, em Portugal nunca existiu um iate alocado permanentemente ao uso do Presidente da República. No passado contudo, foram fretados navios para serem provisoriamente usados como iates presidenciais nas deslocações oficiais às ilhas portuguesas, aos territórios do antigo Ultramar ou a países estrangeiros. O antigo Presidente e oficial de marinha Américo Tomás - apesar do seu mandato ter decorrido numa época em que as viagens aéreas já estavam generalizadas - privilegiou as viagens oficiais por mar. O último navio a servir de iate presidencial foi o paquete Funchal, iniciando-se a sua carreira como tal na viagem presidencial à Madeira em 1961 e terminando na viagem presidencial ao Brasil em 1972.
Transportes presidenciais
- O Mercedes-Benz S-600 é um dos vários veículos que tem sido usado como automóvel presidencial
- Dassault Falcon 50 da Força Aérea Portuguesa

### Proteção
O Serviço de Segurança é responsável pela  proteção e segurança Presidente da República, bem como da prevenção, controlo, vigilância, proteção e defesa das instalações, bens e serviços da Presidência da República. É composto por um esquadrão Presidencial da GNR, uma esquadra de Segurança Interna da PSP e um destacamento de Segurança Pessoal da PSP.

## Pós-presidência
Os antigos Presidentes da República tem direito a carro oficial com motorista, uma subvenção mensal vitalícia equivalente a 80% do salário do Presidente em funções. Além desta pensão, os ex-Presidente da República têm direito a uso de automóvel do Estado, para seu serviço pessoal, com condutor e combustível. Têm, também, direito a um gabinete de trabalho, compostos por um assessor e um secretário da sua confiança, nomeados a seu pedido, têm, também, ajudas de custo sempre que tenham de deslocar-se no desempenho de missões oficiais para fora da área da sua residência privada e ainda têm direito a livre trânsito, a uma força de segurança à porta da residência privada, a passaporte diplomático nas deslocações ao estrangeiro e ao uso e porte de arma de defesa.

A 12 de julho de 2025, há dois antigos Presidentes da República vivos. O antigo Presidentes da República mais recente a falecer foi Jorge Sampaio (1996 a 2006), em 10 de setembro de 2021, aos 81 anos. Os antigos presidentes vivos, por ordem de presidência, são:

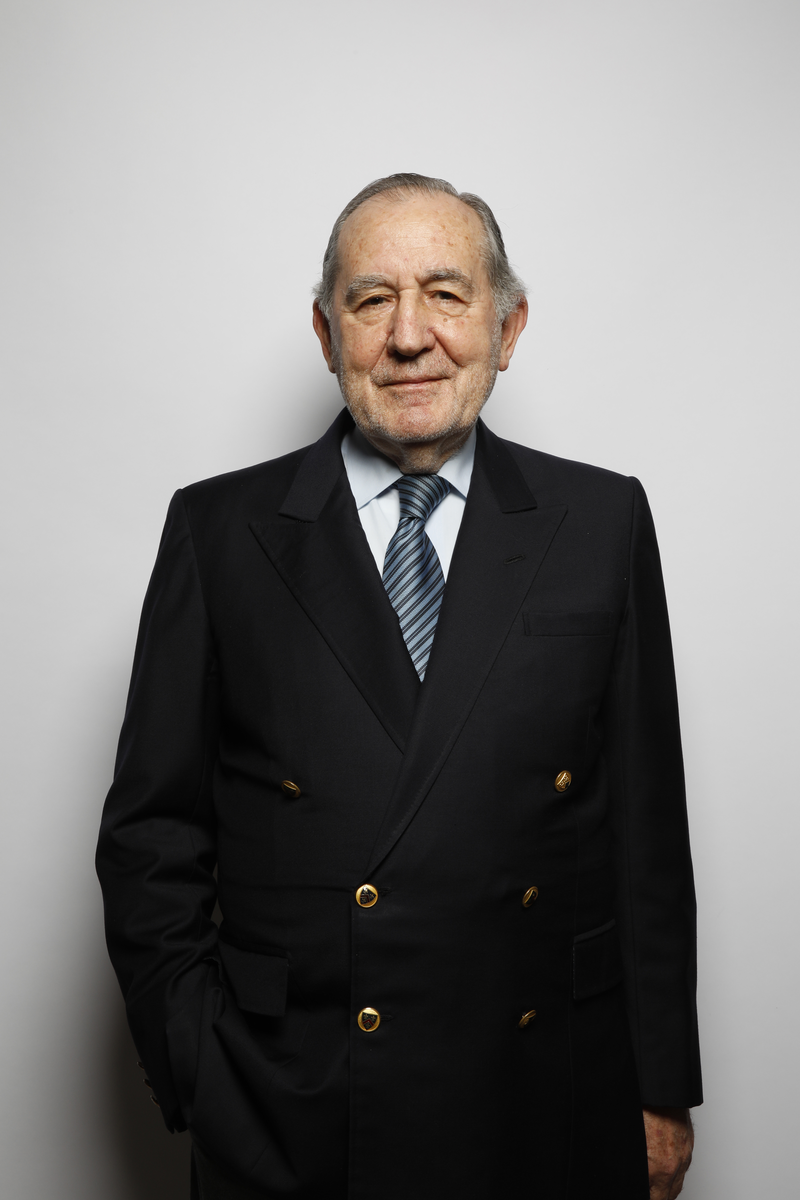
António Ramalho Eanes (1976–1986) 25 de janeiro de 1935 (90 anos)
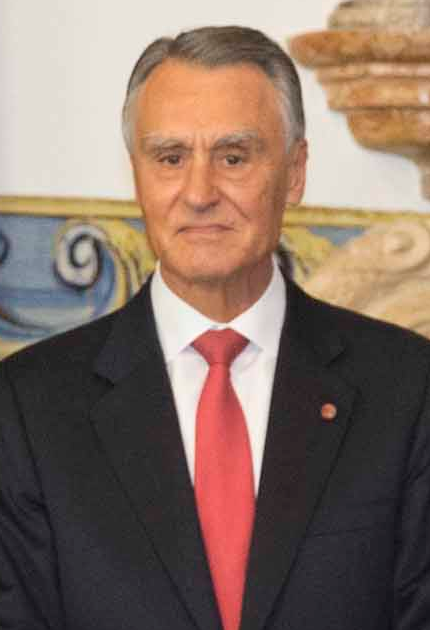
Aníbal Cavaco Silva (2006–2016) 15 de julho de 1939 (85 anos)

## Galeria de Presidentes da República

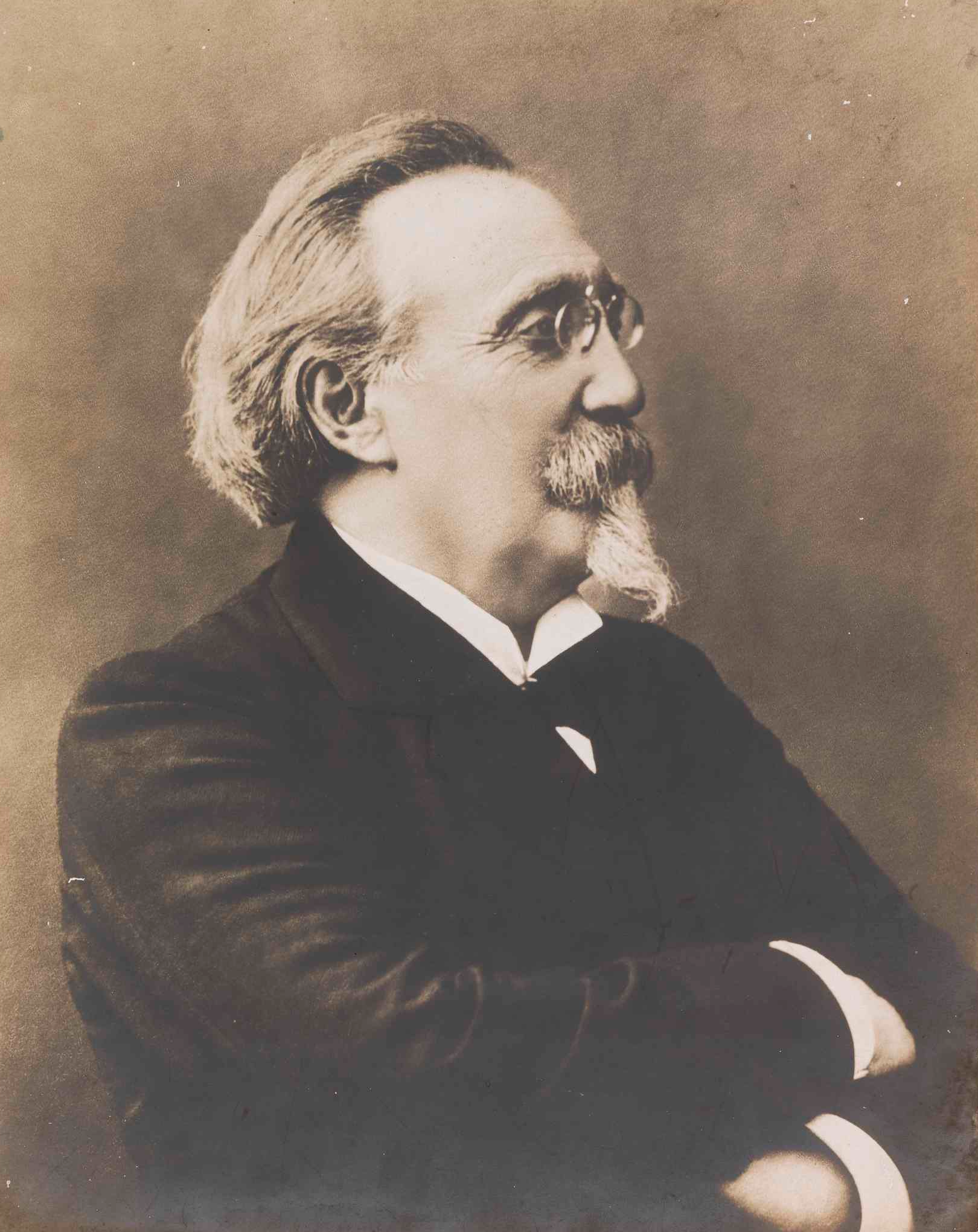
1.ºManuel de Arriaga1911–1915
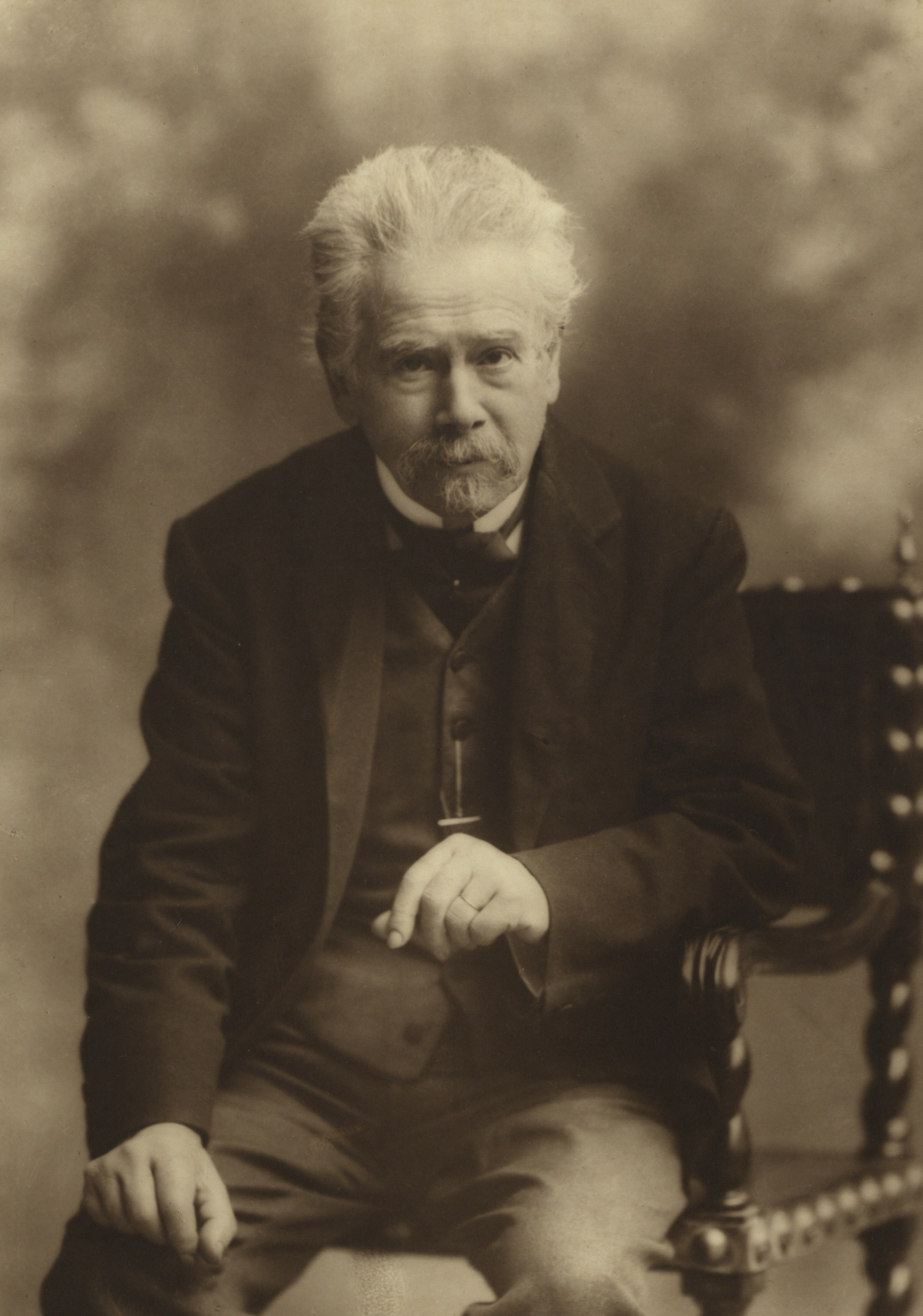
2.ºTeófilo Braga1915
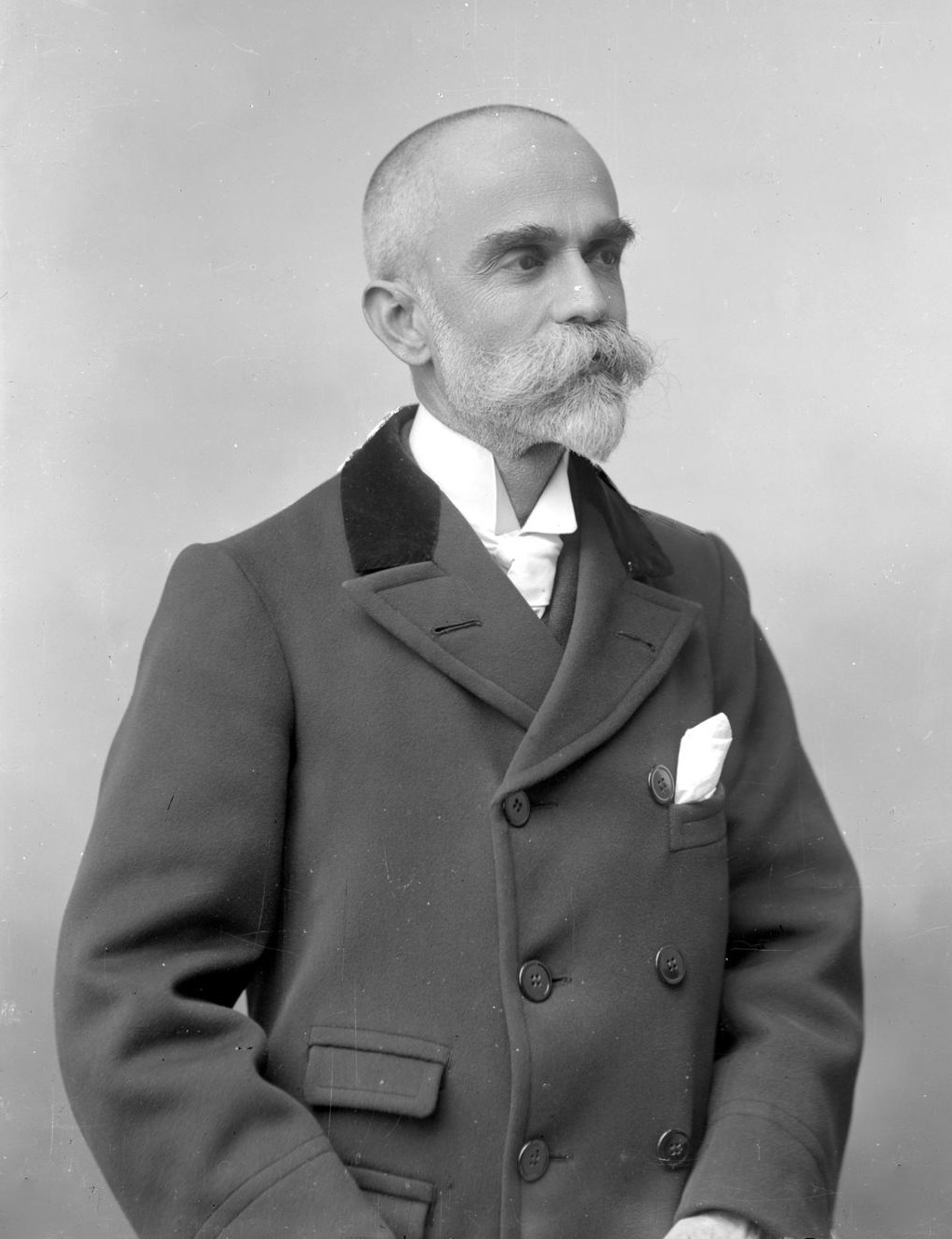
3.ºBernardino Machado1915–1917
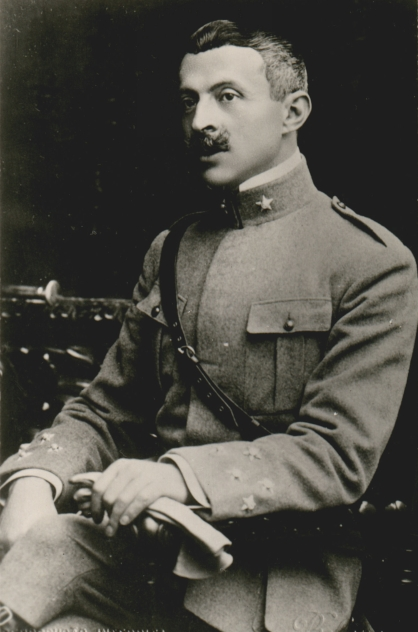
4.ºSidónio Pais1918
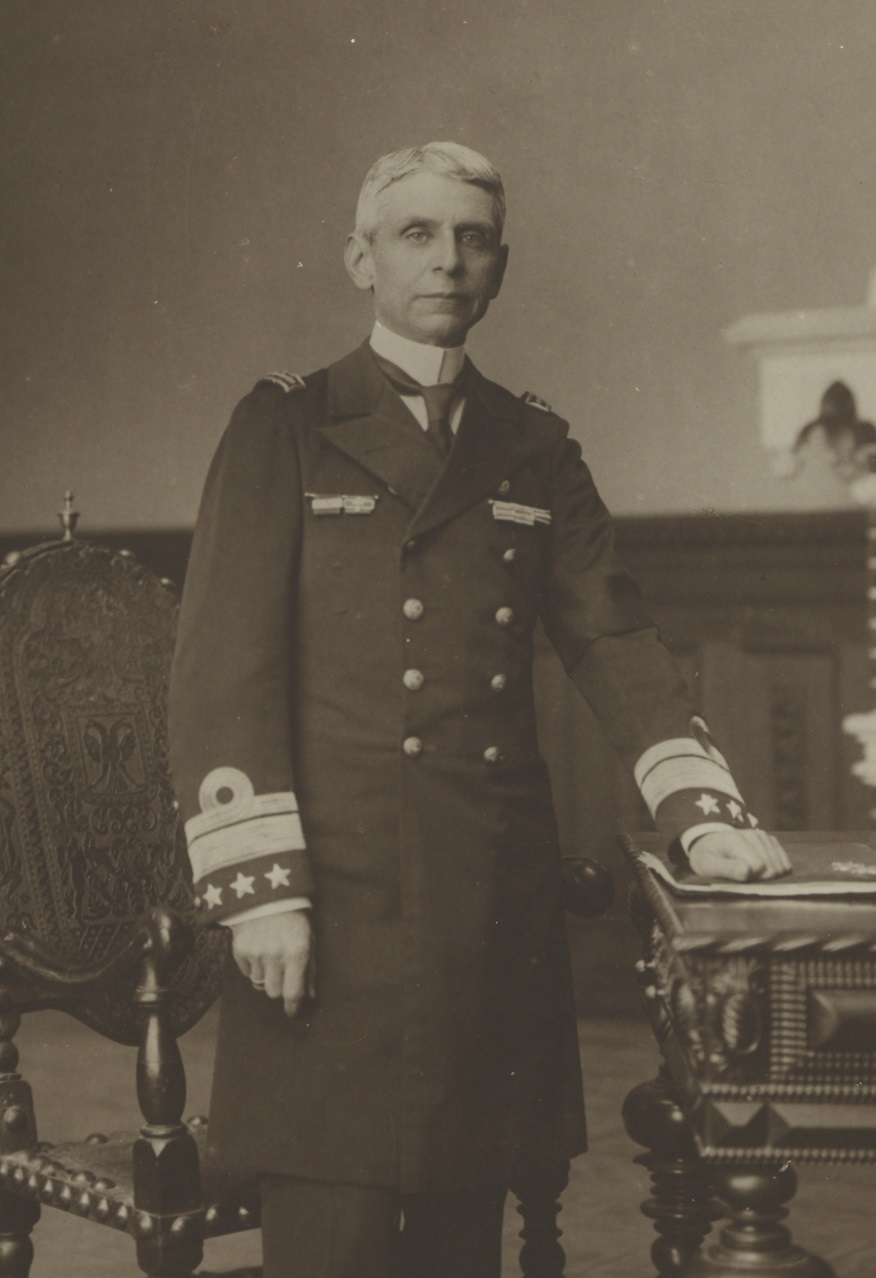
5.ºJoão do Canto e Castro1918–1919
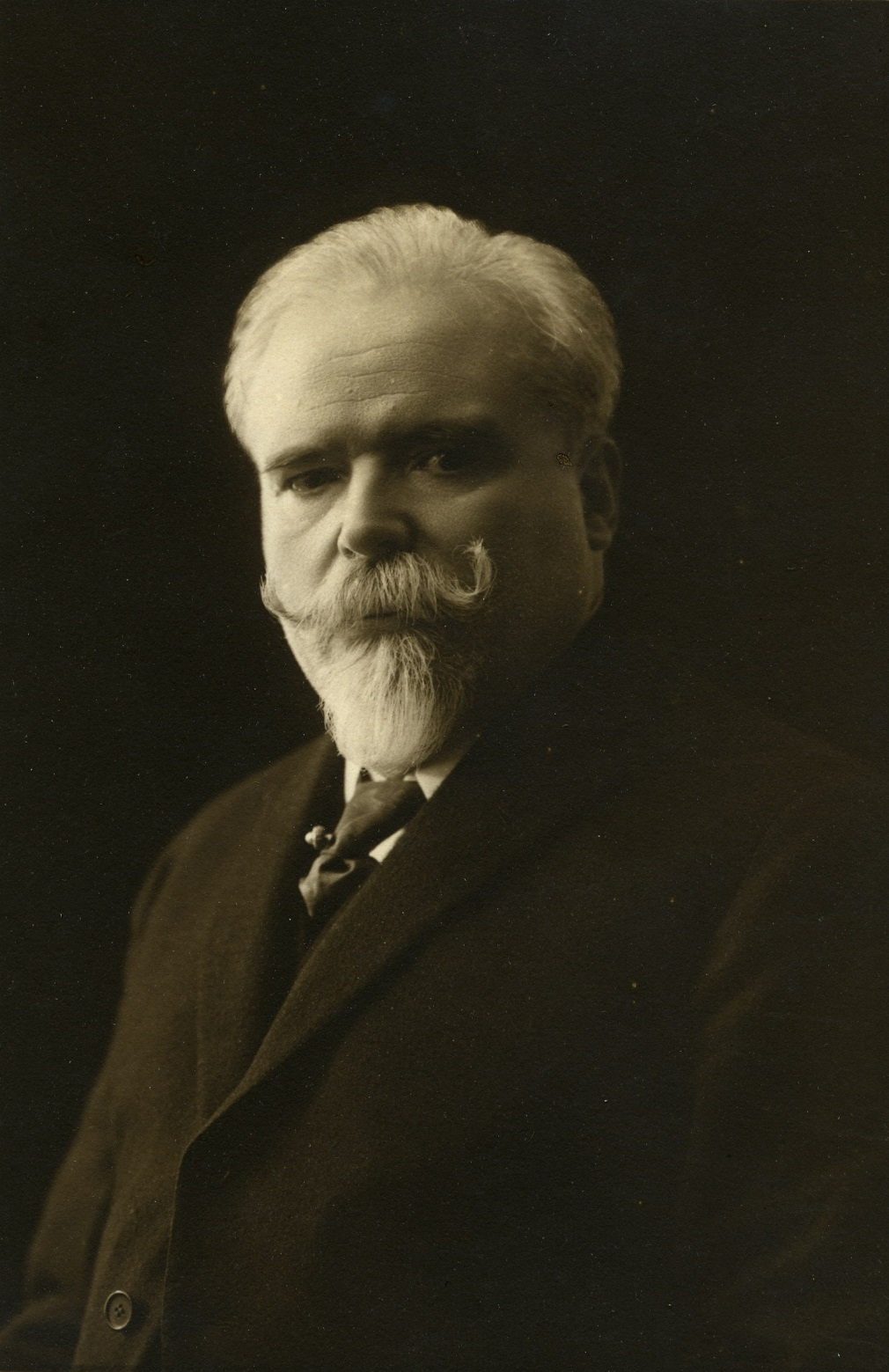
6.ºAntónio José de Almeida1919–1923
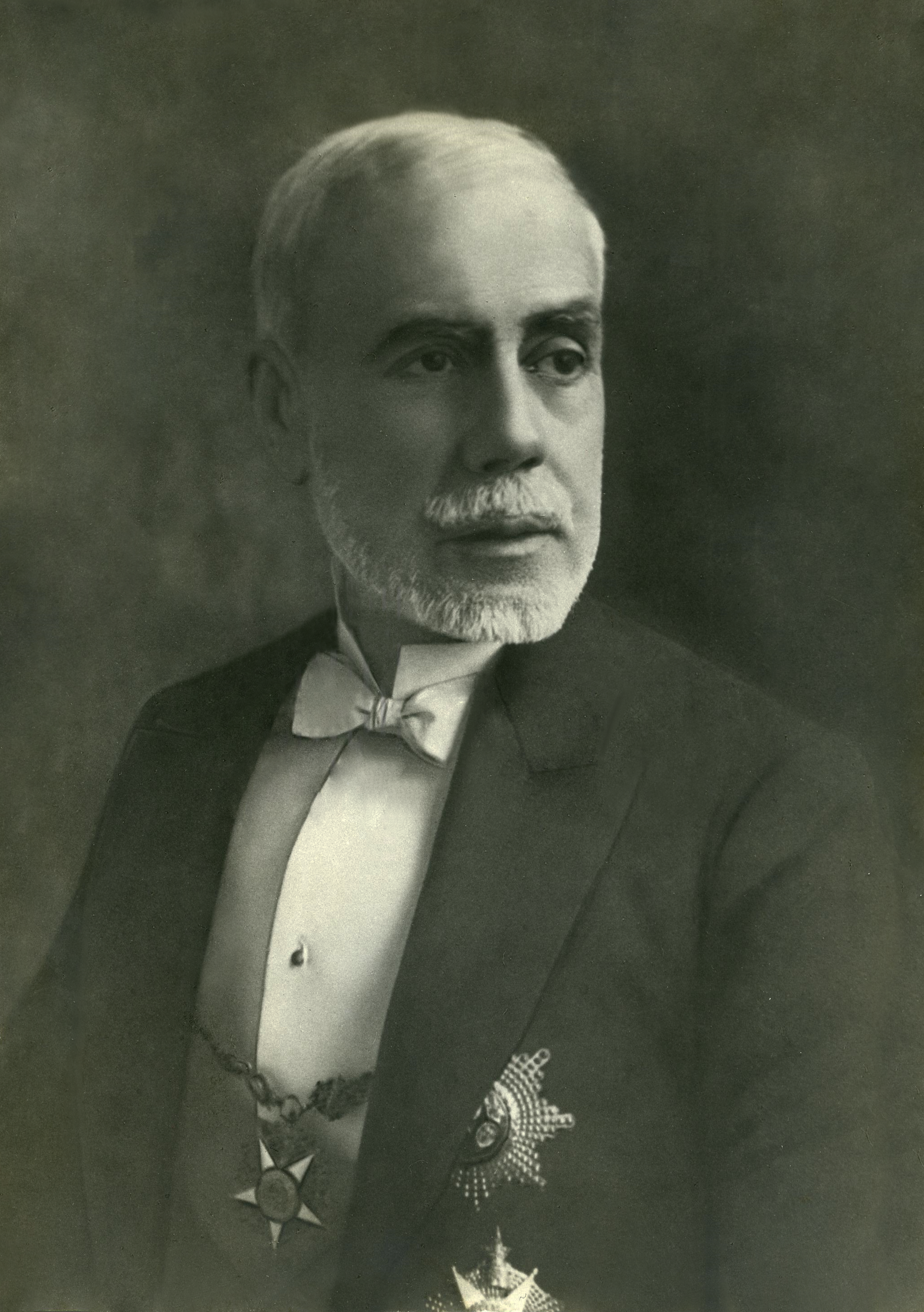
7.ºManuel Teixeira Gomes1923–1925
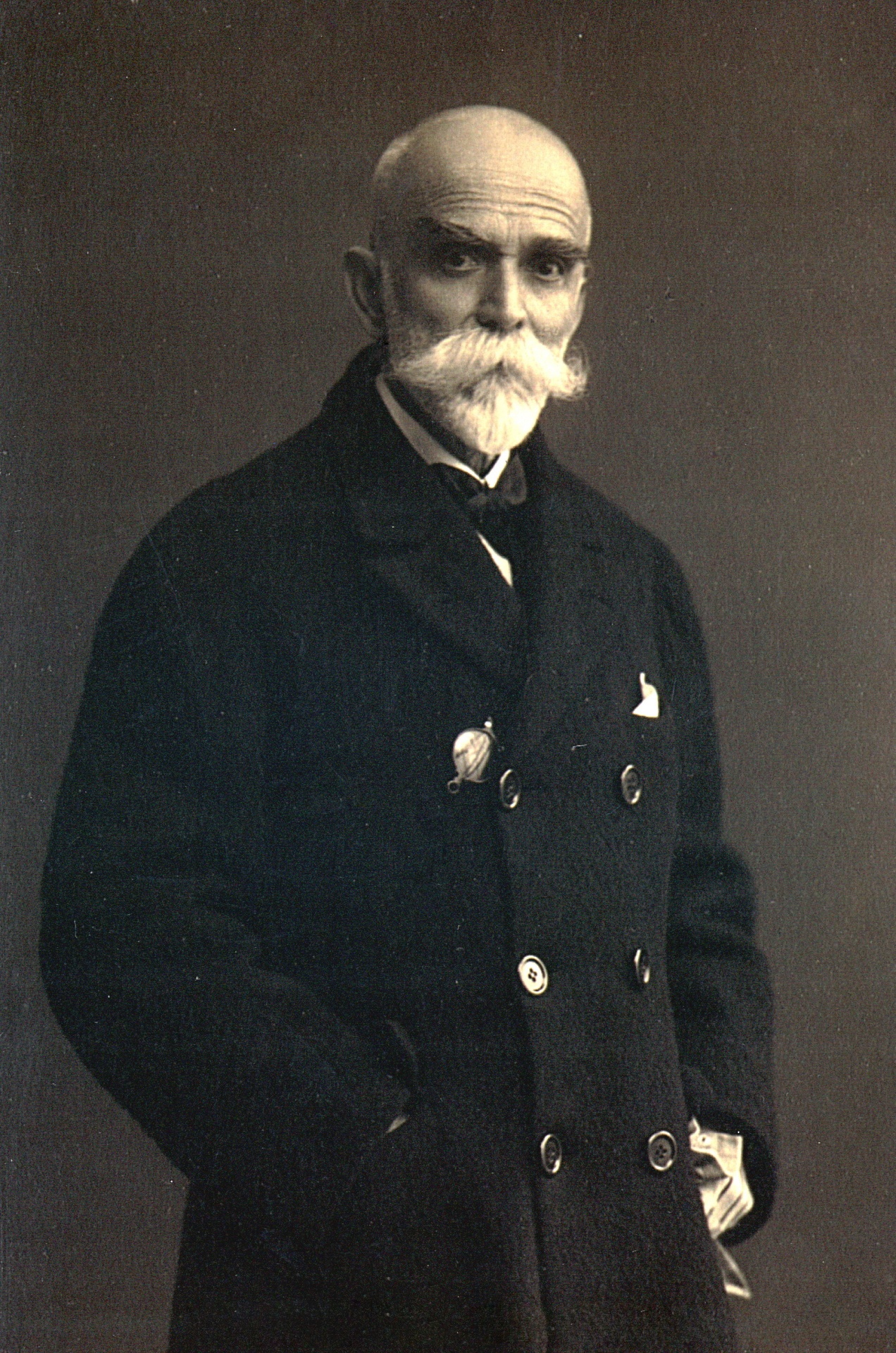
8.ºBernardino Machado1925–1926
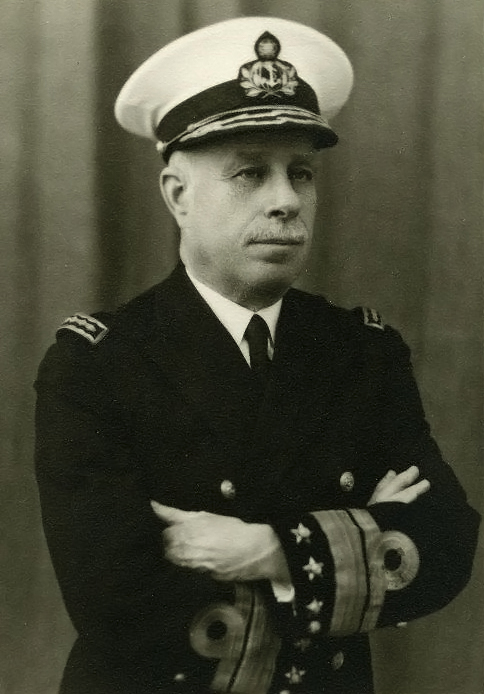
9.ºJosé Mendes Cabeçadas1926
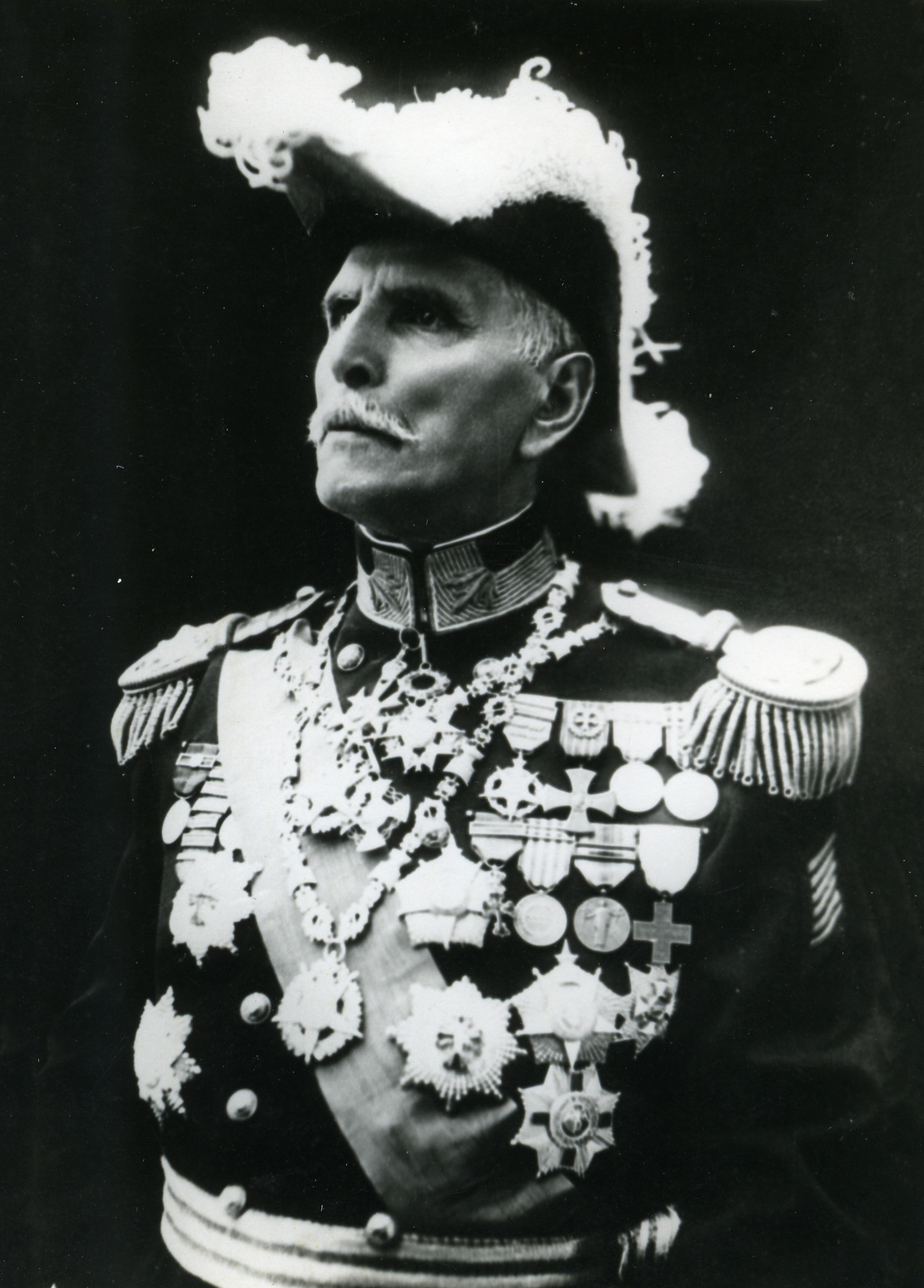
10.ºManuel Gomes da Costa1926
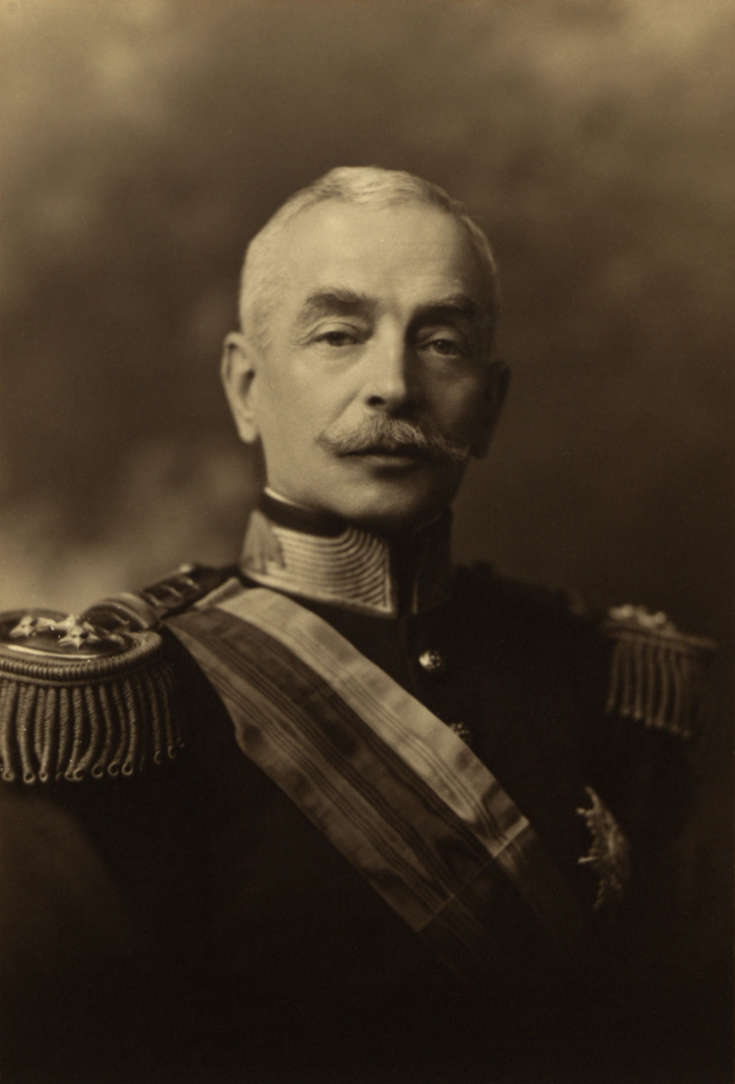
11.ºÓscar Carmona1926–1935; 1935–1951
12.ºFrancisco Craveiro Lopes1951–1958
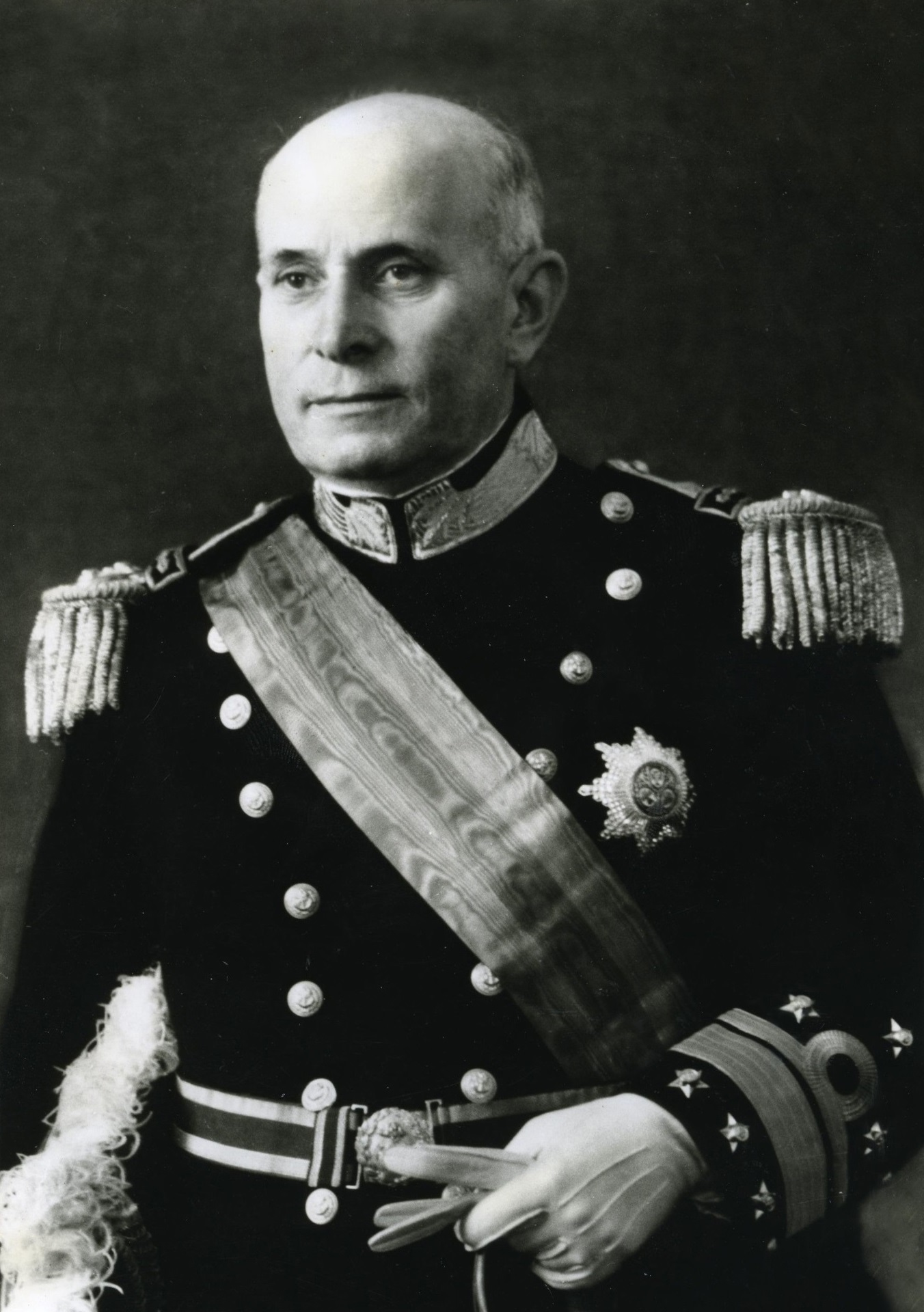
13.ºAmérico Tomás1958–1974
14.ºAntónio de Spínola1974
15.ºFrancisco da Costa Gomes1974–1976
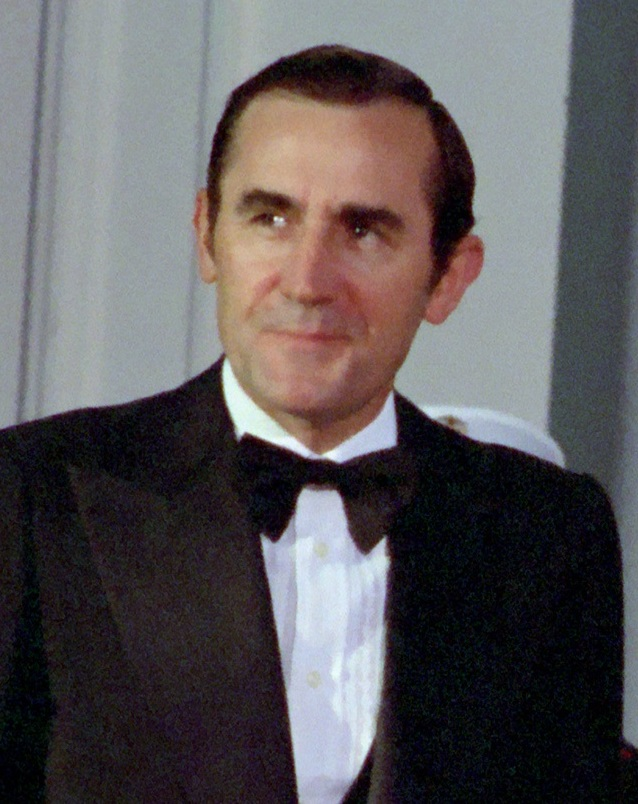
16.ºAntónio Ramalho Eanes1976–1986
17.ºMário Soares1986–1996
18.ºJorge Sampaio1996–2006
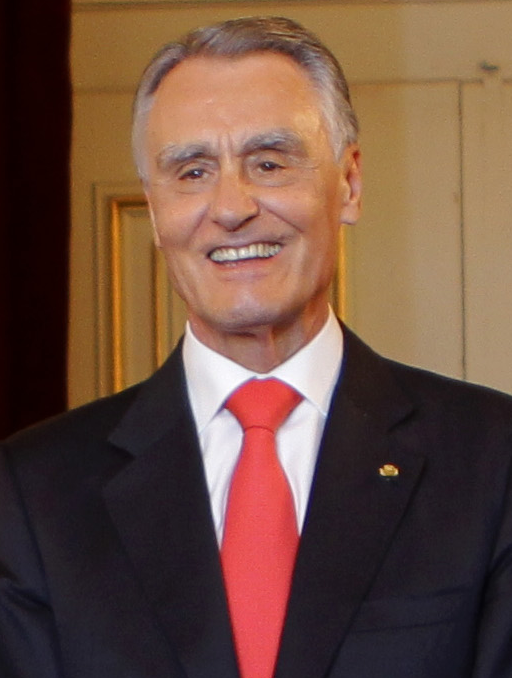
19.ºAníbal Cavaco Silva2006–2016
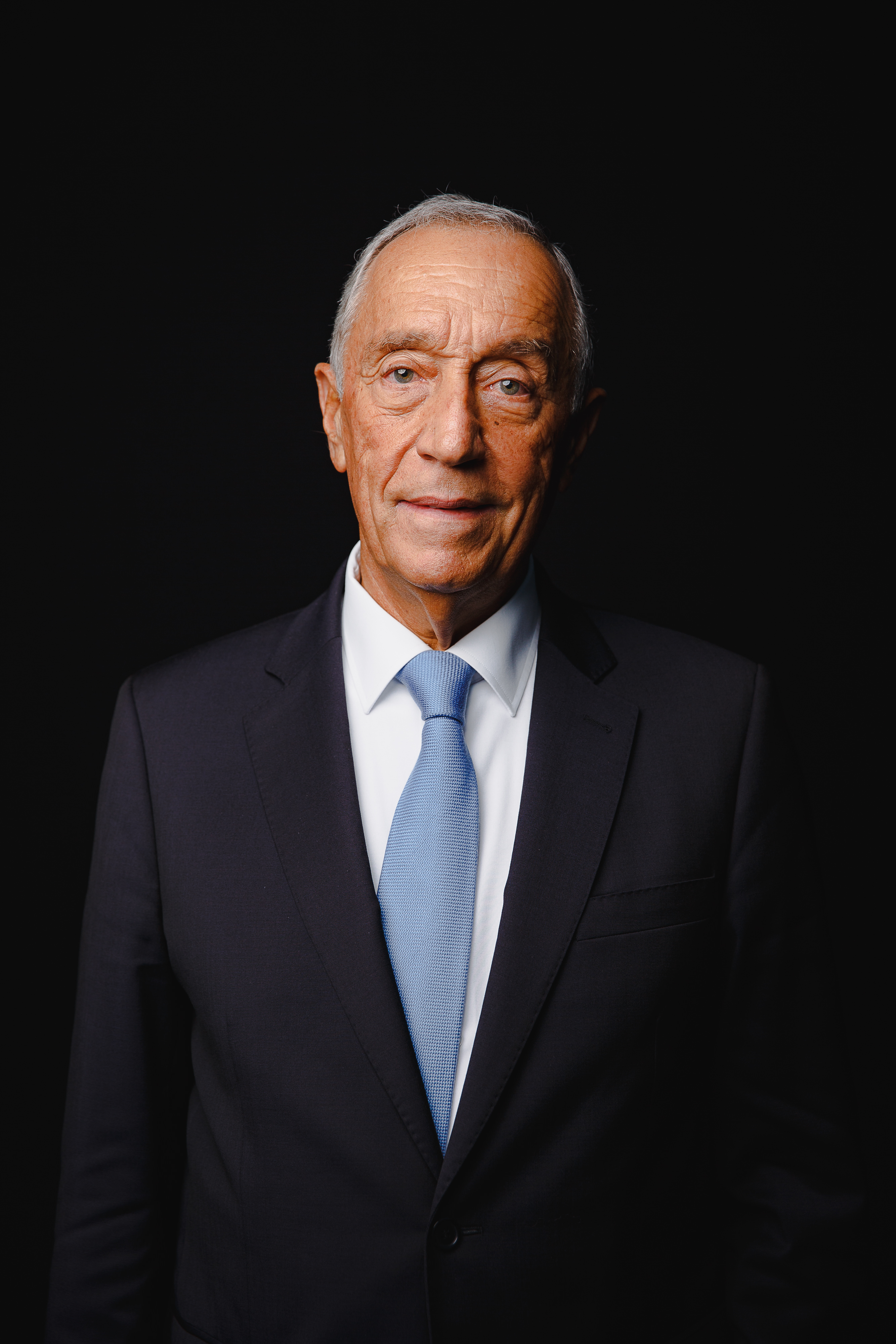
20.ºMarcelo Rebelo de Sousa2016–atualidade